# Maximiliano I de Hohenzollern-Sigmaringen
El Príncipe Maximiliano I de Hohenzollern-Sigmaringen (20 de enero de 1636 - 13 de agosto de 1689, Sigmaringen) fue un noble alemán. Fue el tercer Príncipe reinante de Hohenzollern-Sigmaringen; gobernó desde 1681 hasta su muerte.

## Biografía
Maximiliano era el hijo del Príncipe Meinrado I (1605-1681) de su matrimonio con Ana María (1613-1682), hija del Barón Fernando de Törring, en Seefeld. Recibió su nombre en honor al Elector Maximiliano I de Baviera, a quien su padre servía en el tiempo de su nacimiento.
Se unió al Ejército imperial, junto con su hermano menor Francisco Antonio. Comandó un regimiento de Dragones y, como sus primos en la línea de Hohenzollern-Hechingen, luchó a las órdenes del emperador Leopoldo I en la cuarta guerra austro-turca. Durante la guerra franco-holandesa, comandó el ejército imperial en el Rin. Después de la Paz de Nimega de 1675, Maximiliano retornó a Viena.
Maximiliano contrajo matrimonio con María Clara en Boxmeer el 12 de enero de 1666. Ella era hija del Conde Alberto de Berg-'s-Heerenberg. Después de la muerte de su hermano Osvaldo III en 1712, ella heredó el Condado de 's-Heerenberg, que caía así a manos de la Casa de Hohenzollern. Entre sus posesiones holandesas se hallaban los Señoríos de Boxmeer, Bergh, Diksmuide, Gendringen, Etten, Wisch, Pannerden y Millingen.
En 1681 murió su padre. Maximiliano dividió la herencia con su hermano. Francisco Antonio recibió el Condado de Haigerloch; Maximiliano recibió el original Condado de Sigmaringen. Inició varios proyectos de construcción en la ciudad de Sigmaringen, entre ellos la ampliación del Castillo de Sigmaringen.

## Matrimonio e hijos
De su matrimonio con María Clara, tuvo los siguientes hijos:
- Ana María (1666-1668)
- María Magdalena Clara (1668-1725), una monja en la Abadía de Gnadenthal
- Cleofa María Teresa (1669-1731), una monja en la Abadía de Buchau
- Meinrado II Carlos Antonio (1673-1715), Príncipe de Hohenzollern-Sigmaringen, desposó en 1700 a la Condesa Catalina Juana de Montfort (1678-1759).
- Francisco Alberto Osvaldo (1676-1748), canónigo en Colonia.
- Francisco Enrique (1678-1731), canónigo en Colonia y Augsburgo.
- Carlos Antonio (1679-1684)
- Antonio Sidonio (1681-1719), caído en batalla, desposó en 1712 a la Condesa María Josefa de Verdenberg y Namiest (1687-1745).
- Juan Francisco Antonio (1683-1733), caído en batalla, desposó (1) en 1712 a María Bárbara Eberarda de Lightemhaag y (2) a María Antonia de Frauenberg (n. 1705).
- Maximiliano Froben María (1685-1734), un monje.
- Carlos (1687-1689)
- Federica Cristiana María (1688-1745), desposó en 1718 al Conde Sebastián de Montfort-Tettnang (1684-1728).